# Danîlova Balka, Uleanovka
Danîlova Balka (în ucraineană Данилова Балка) este localitatea de reședință a comunei Danîlova Balka din raionul Uleanovka, regiunea Kirovohrad, Ucraina.

## Demografie
Componența lingvistică a localității Danîlova Balka
     Ucraineană (94,24%)
     Română (3,14%)
     Rusă (2,09%)
     Alte limbi (0,31%)
Conform recensământului din 2001, majoritatea populației localității Danîlova Balka era vorbitoare de ucraineană (94,24%), existând în minoritate și vorbitori de română (3,14%) și rusă (2,09%).